# Assistente de partida em rampa

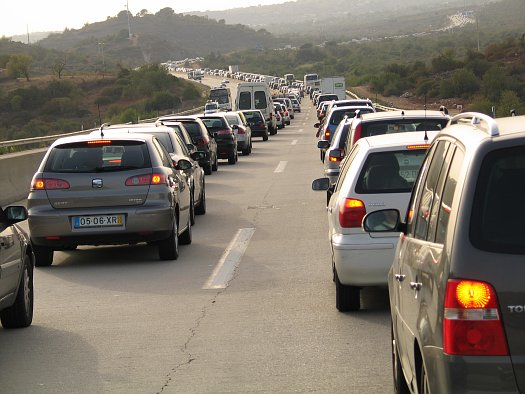
Em ladeiras, o assistente de partida em rampa permite que o condutor desloque o pé do freio para o acelerador, mantendo o carro parado, impedindo que ele volte para trás e colida com o automóvel traseiro.

Assistente de partida em rampa é um mecanismo que mantém o freio de um automóvel até que a embreagem esteja no ponto de atrito, facilitando a aceleração em ladeiras a partir de uma parada de um veículo.
O dispositivo foi criado pela Wagner Electric e fabricado pela Bendix Brake Company em South Bend, Indiana em 1936.